# Joschka Fischer
Joseph Martin Fischer, detto Joschka (Gerabronn, 12 aprile 1948), è un politico tedesco.
È stato Ministro degli affari esteri della Germania e vice-cancelliere nei due governi di Gerhard Schröder dal 1998 al 2005. È un membro di spicco di Alleanza 90/I Verdi ("grünen") ed è stato tra i protagonisti delle proteste studentesche del 1968 in Germania. Dal giugno del 2009 siede nel board della società che costruirà il gasdotto Nabucco in qualità di consulente.
È membro del Gruppo Spinelli per il rilancio dell'integrazione europea.
È celebre la sua frase espressa in piena seduta parlamentare il 18 ottobre 1984: «con il suo permesso, signor presidente, lei è uno stronzo ("Arschloch")».

## Biografia
Joschka Fischer è il terzo figlio di una coppia di minoranza tedesca dell'Ungheria che hanno lasciato Budapest nel 1946 dopo l'occupazione dell'Ungheria da parte dell'Armata Rossa, József Fischer ed Erzsébet "Elisabeth" Sasvári, discendenti da una dinastia di macellai, emigrati nel 1731. Si stabilirono a Langenburg nel Baden-Württemberg. 
Il suo soprannome "Joschka" deriva da "Joska" diminutivo del nome ungherese József.
Nel 1965 ha lasciato la scuola (Gymnasium) e ha iniziato il lavoro di fotografo esperto fermandosi un anno dopo.
Nel 1967, entra a far parte della Lega tedesca degli studenti socialisti (SDS) che viene descritto nel 1986 come anarco-Mao-Spontex". La sua carriera include, nel 1971 pochi mesi di lavoro come operaio presso la Opel. Per un breve periodo svolge anche la professione è di tassista e venditore presso la Libreria Karl-Marx.
Durante l'Autunno tedesco (Deutscher Herbst) nel 1977, il leader dei datori di lavoro tedeschi Hanns-Martin Schleyer viene rapito e ucciso dal Rote Armee Fraktion (RAF) ed un aereo della Lufthansa viene dirottato, questi eventi si sviluppano in Joschka Fischer ed abbandona le azioni violente della scena ("Lasciate che le bombe, i compagni, riprendano il selciato").

## Carriera politica
Entrato nel partito dei Verdi (Die Grünen) nel 1982, è stato deputato al Bundestag, la camera bassa del Parlamento tedesco, dal 1983 al marzo 1985.
Dal dicembre 1985 al febbraio 1987 è stato Ministro dell'ambiente e dell'energia dell'Assia, nel governo del socialdemocratico Holger Börner. Ha nuovamente ricoperto tale posizione negli anni 1991-1994, durante il quale è anche ministro per gli affari federali.
Dall'aprile 1987 all'aprile 1991 è stato membro e presidente del gruppo parlamentare dei Verdi in Assia, poi portavoce del partito tra l'ottobre 1994 e l'ottobre 1998.
Rieletto al Bundestag nell'ottobre 1994, è rimasto in carica fino al settembre 2006.
Dal 27 ottobre 1998 al 22 novembre 2005 è stato inoltre vice-cancelliere e Ministro federale degli affari esteri della Repubblica federale di Germania nei governi Schröder I e II.
Durante questo periodo, egli conduce i Verdi tedeschi alla "rottura con il pacifismo per sostenere l'intervento militare-umanitario nei Balcani ed in Afghanistan". Con il cancelliere Gerhard Schröder ed il ministro della difesa Rudolf Scharping, la Germania si trova in Kosovo nella sua prima guerra dal 1945. La guerra ha provocato un intenso dibattito in Germania, alcune dichiarazioni hanno convinto il pubblico risultando essere false o fuorvianti, come ad esempio Der Betrieb Horseshoe. Il giornalista tedesco Jürgen Elsässer è particolarmente critico su questi annunci, e denuncia nel suo libro La Germania nella guerra in Kosovo.
Nel settembre 2006, rinuncia al suo mandato di deputato al Bundestag e annuncia di lasciare la politica.

## Un ritiro finale?
Il 20 luglio 2006, i Verdi europei hanno proposto Fischer come mediatore nel conflitto in Medio Oriente: vi era già stato con lui nel 2004 uno scambio di prigionieri tra Israele ed Hezbollah. Alla domanda su questa idea dal settimanale 'Die Zeit', Fischer ricordò "dobbiamo fare di tutto quanto umanamente possibile per limitare il conflitto". Detto questo, dopo il bombardamento di Haifa, Israele non accetterà un semplice ritorno allo status quo in Libano.
Figura pubblica sempre attiva, prende regolarmente posizione a favore dell'Europa federale. A questo proposito ha firmato il Gruppo Spinelli, un gruppo interparlamentare per difendere la visione di un'Europa federale nel Parlamento europeo.
Nel settembre 2010 ha partecipato alla creazione del Gruppo Spinelli per avanzare il federalismo europeo in Europa, di cui è uno dei leader. A 63 anni Joschka Fischer è il candidato preferito per sostituire la tedesca Angela Merkel alla cancelleria, se i Verdi e l'SPD vincono le elezioni nel 2013. Ma anche se si sente "onorato con tanta fiducia, il suo tornare alla politica è escluso" dichiarò al Bild am Sonntag, in cui gli ambientalisti tedeschi superarono il loro alleato, il partito socialdemocratico nei sondaggi. È stato il politico più popolare in Germania, è stato vice-cancelliere e ministro degli esteri dal 1998 al 2005 nei governi Schröder. Dopo aver lasciato il parlamento nel 2006, ha insegnato presso l'università americana di Princeton e ha lavorato come consulente per il progetto del gasdotto Nabucco. È uno dei padri della Arab Democracy Foundation, con sede in Qatar.
È talvolta descritto come "il politico più popolare del Paese", ed è stato a lungo considerato un possibile successore di Angela Merkel come cancelliere, rimanendo popolare tra i media tedeschi, compresa la stampa di destra.

## Carriera nel settore privato
Da quando si è ritirato dalla vita politica, Fischer ha tratto profitto nelle multinazionali dalla rubrica che ha riempito durante gli anni di potere. La sua società di "consulenza", Joschka Fischer & Co (il "Co" si riferisce al suo socio Dietmar Huber, portavoce dei Verdi al Bundestag dal 1995 al 2004), ha come clienti BMW, Siemens e REWE. Nell'ultimo anno, inoltre, ha promosso il progetto di gasdotto del consorzio europeo Nabucco, soprattutto tra i leader di Turkmenistan, Iraq e Turchia. Lavora anche per The Albright Group LLC per promuovere il "dialogo" tra investitori e governi. Si rifiuta di dichiarare pubblicamente la somma di denaro che guadagna con la sua attività di consulenza, affermando: "Devo rendere conto alle autorità fiscali". Come potete vedere, questo è il vantaggio della mia ultima trasformazione. Si dice che la sua retribuzione sia dell'ordine di milioni di euro.